# Walnut Lane Memorial Bridge
Die Walnut Lane Memorial Bridge ist eine Straßenbrücke in Philadelphia, Pennsylvania, die die Walnut Lane über den Monoshone Creek und den Lincoln Drive führt. Sie steht rund einen Kilometer östlich der Walnut Lane Bridge, einer Betonbogenbrücke, die im Zuge derselben Straße über den Wissahickon Creek führt.

## Walnut Lane Memorial Bridge (1950)
Die ursprüngliche Walnut Lane Memorial Bridge wurde von Gustave Magnel (1889–1955) entworfen, einem belgischen Fachmann für Spannbeton und Professor an der Universität Gent, und im Auftrag der Stadt Philadelphia erstellt. Der Bau begann im Mai 1949. Die fast vollendete Brücke wurde am 11. November 1950, dem Armistice Day feierlich eingeweiht. Nach Erledigung der Restarbeiten wurde die Brücke am 1. Februar 1951 dem Verkehr übergeben.
Sie war die erste Spannbetonbrücke, die in den USA gebaut wurde. Es gab zu dieser Zeit in den USA noch keinerlei technische Vorschriften über Spannbeton, weder Normen des American Concrete Institute noch sonstige Vorschriften. Die Brücke wurde deshalb weitgehend nach belgischen Normen geplant. Die Struktur der Brücke war einfach und ähnelte vielen Highwaybrücken, die heutzutage den Verkehr über US Highways führen. Es war eine Jochbrücke mit einer Hauptöffnung von 49 m (160 ft) und zwei seitlichen Öffnungen von 22,6 m (74 ft). Die beiden Joche bestanden aus vier quadratischen Betonpfeilern, die oben und unten durch Querbalken verbunden waren. Auf den Querbalken lagerten dreizehn vorgefertigte T-förmige Spannbetonbalken, zwischen denen nur ein schmaler Schlitz blieb. Auf diesen Balken wurden der in Ortbeton hergestellte Fahrbahnträger und seine Asphaltdecke aufgebracht. Die Brücke war insgesamt 19,40 m breit, aufgeteilt in eine 13,41 m breite Fahrbahn und zwei rund 3 m breite Gehwege. Sie hatte eine lichte Höhe über dem Lincoln Drive von ungefähr 15 m.
1957 wurden erstmals Risse an der Unterseite der Spannbetonbalken entdeckt, die sich im Lauf der Jahre vermehrten und verlängerten. 1969 wurden umfangreiche Sanierungs- und Abdichtungsarbeiten vorgenommen. Die Probleme konnten jedoch trotz weiterer Reparaturarbeiten nicht endgültig beseitigt werden. 1982 wurde eine Gewichtsbeschränkung für den Verkehr eingeführt. 1989 entschied man sich, den Überbau der Brücke zu ersetzen.

## Walnut Lane Memorial Bridge (1990)
Die von 1989 bis 1990 ausgeführte Erneuerung des Überbaus ließ das äußere Aussehen der Brücke weitgehend unverändert. Statt der früheren 13 wurden jedoch nur 8 Spannbetonbalken mit veränderten Maßen und entsprechend größeren Abständen verwendet, die nach den inzwischen existierenden US-Normen geplant und ausgeführt wurden.

## Geschichte

### Vorgeschichte
Die Walnut Lane und mit ihr die erste Brücke über den Monoshone Creek wurden 1876 dem Verkehr übergeben. Die Brücke hatte sechs Öffnungen mit schmiedeisernen Tragwerken und hölzernen Brückendecks. Um 1925 war sie dem Verkehr nicht mehr gewachsen. 1929 beschloss man den Bau einer neuen Brücke, aber die 1931 eingeholten Angebote für eine mit Steinen verkleidete Bogenbrücke überstiegen den finanziellen Rahmen. Ab 1932 war die Brücke nur noch für Fußgänger zu benutzen.
1947 endete eine weitere Ausschreibung für eine Bogenbrücke ergebnislos, da das niedrigste Angebot für rund $ 1.000.000 wieder über dem Budget lag. Man begann zu diskutieren, dass der Ort für eine Spannbetonbrücke und damit für die Einführung dieser Technologie in die USA geeignet sei. Zunächst plante man eine dreifeldrige gevoutete Hohlkastenbrücke mit offen in den Hohlkästen verlaufenden Spanndrähten nach dem System der Roebling Company. Dieser Entwurf hätte aber nicht den Belastungstest an einem 1:1 Model zugelassen, den man für nötig hielt, um das Vertrauen der Öffentlichkeit wie auch der Fachwelt in die neue Technologie zu gewinnen.

### Erste Spannbetonbrücke
In dieser Situation legte die Preload Company aus New York und ihr Lizenzgeber Gustave Magnel einen ersten Entwurf für eine Balkenbrücke nach dem System Blaton-Magnel vor. Dabei war geplant, einen Balken als Muster bis zum Versagen zu belasten. Die in dem Entwurf vorgesehenen hohen Belastungswerte sowohl für den Stahl als auch für den Beton stellten allerdings zunächst Probleme dar, da sie zu der Zeit in den USA noch nicht gebräuchlich waren.
Anfang 1949 wurden in der neuen Ausschreibung Angebote um $ 700.000 vorgelegt. Ein mit $ 652.000 noch günstigeres Angebot nach dem Freyssinet-System musste ausgeschieden werden, da es nicht der Spezifikation entsprach.
Nach dem Baubeginn im Mai 1949 wurden zunächst die Widerlager und die Joche mit den Betonpfeilern ausgeführt. Im September betonierte die Preload Co. als Subunternehmer für die Spannbetonbalken den Musterbalken, der im Oktober schrittweise vorgespannt wurde. Am 25. Oktober 1949 erreichte der Belastungstest seinen Höhepunkt in Anwesenheit von drei- bis vierhundert Ingenieuren aus 17 US-Staaten und fünf anderen Ländern, denen Professor Magnel die einzelnen Schritte des Tests erläuterte. Der Balken wurde mehrfach mit der geplanten Normallast und dem doppelten dieser Last belastet, dann bis zum Auftreten von Rissen und schließlich mit der berechneten Bruchlast, ohne dass der Balken jedoch tatsächlich brach. Erst eine Konzentration der Lasten auf die Mitte des Balkens führte schließlich am 27. Oktober 1949 zu seinem Versagen. Der Erfolg des Tests wurde allseits gewürdigt und anerkannt.
Beim anschließenden Bau nahm Magnel konstruktive und verfahrenstechnische Änderungen vor, um die mit den hohen Anforderungen an den Stahl und den Beton verbundenen Probleme zu lösen. Der Bau verlief daraufhin routinegemäß und wurde im Januar 1951 beendet.